# Elecciones estatales de Baviera de 1962
Las Elecciones estatales de Baviera de 1962 se llevaron a cabo el 25 de noviembre de ese año.
La CSU ganó casi 2 puntos y 7 escaños, con estos resultados recuperó una mayoría absoluta que mantuvo hasta las elecciones de 2003.
Los socialdemócratas subieron 4,5 puntos y 15 escaños.
Los liberales ganaron tres décimas y 1 escaño.
El Partido de Baviera perdió 3,3 puntos y 6 escaños.
El Gesamtdeutsche Partei (sucesor del Bloque de los Expulsados) perdió su representación parlamentaria, pero consiguió el 5,1% de los votos.
Para estas elecciones continuó en vigor una ley electoral distinta a la cláusula del cinco por ciento, en donde un partido debía obtener el 10% de los votos en al menos un distrito electoral para obtener representación parlamentaria. Es por esto que el Bloque de los Expulsados no obtuvo representación a pesar de haber obtenido el 5.1%, mientras que el Partido de Baviera obtuvo 8 escaños con el 4.8%.
Los resultados fueron:
| Partido Político | Partido Político                    | Porcentaje | Escaños |
| ---------------- | ----------------------------------- | ---------- | ------- |
|                  | Unión Social Cristiana de Baviera   | 47,5       | 108     |
|                  | Partido Socialdemócrata de Alemania | 35,3       | 79      |
|                  | Partido Liberal de Alemania         | 5,9        | 9       |
|                  | Gesamtdeutsche Partei               | 5,1        | 0       |
|                  | Partido de Baviera                  | 4,8        | 8       |